# Египетская экспедиция
Египетская экспедиция (459—454 годы до н. э.) — военная экспедиция афинян и их союзников против Персии во время Греко-персидских войн. Началась под предлогом помощи восставшим египтянам. Афиняне имели целью отторгнуть Египет от Персии, что нанесло бы сильный удар Персидской державе и отдало бы всё Восточное Средиземноморье в сферу влияния афинян.

## Предыстория
После победы афинского полководца Кимона при Эвримедонте (466 год до н. э.) персы были вынуждены заключить мир с Афинами. Детали этого мирного договора и его точная дата неизвестны.
В 461 году до н. э. Кимон попал в немилость афинского народа и процедурой остракизма был изгнан из Афин на 10 лет. В его отсутствие афиняне перешли к крайне необдуманной внешней политике: начали агрессивные действия сразу на нескольких направлениях. В 460 году до н. э. началась вялотекущая война со Спартой (Малая Пелопоннесская война); она шла с переменным успехом и постоянно отвлекала немалое количество афинских вооружённых сил. В этих условиях было решено возобновить наступление ещё и на персидском фронте. Поначалу афиняне планировали послать свой флот на Кипр, но в это время в подвластном Персии Египте началось восстание. Его поднял царь ливийцев, живших рядом с Египтом, Инар, сын Псамметиха. Восстание охватило большую часть страны. Инар обратился за помощью к афинянам, те согласились, и их флот с Кипра направился в Египет.

## Экспедиция
Египетская экспедиция поначалу была успешна для Делосского союза во главе с Афинами. Фукидид так описывает начало похода:
«Поднявшись затем вверх по Нилу, они [афиняне] овладели рекой и двумя третями Мемфиса, а потом напали на последнюю треть (так называемую Белую стену), где нашли убежище персы и мидяне и верные царю египтяне».
Афинянам удалось овладеть всем Египтом. В битве при Папремисе Инар разгромил персидские войска во главе с Ахеменом, сыном Дария I. Персы тогда попытались подкупить спартанцев, чтобы те вторглись в Аттику и вынудили афинян, воевавших в Египте, покинуть Египет. Но посольство постигла неудача: спартанцы отказались вторгаться в Аттику.
Тогда Артаксеркс I послал в Египет большую армию во главе с Мегабизом, сыном Зопира. В битве при Мемфисе (456 год до н. э.) Мегабиз разгромил египтян и их союзников — ливийцев и греков. Затем он выгнал афинян из Мемфиса и запер их на острове Просопитид. Полтора года осады не дали результата, так как у Мегабиза не было флота. Тогда он осушил канал, соединяющий два рукава Нила, отведя воду в другое место. Греческие триеры оказались на мели. После этого персидские войска вошли на бывший остров и захватили его.
«Между тем пятьдесят триер, посланных на смену в Египет из Афин и из других областей союза, вошли в Мендесийский рукав Нила, ничего не подозревая о произошедших событиях. Здесь афиняне подверглись одновременно нападению персидской пехоты с суши и финикийской эскадры с моря».

## Итоги
Разгром был полный. Большая часть флота с экипажами была уничтожена. Погибло до 35 тыс. афинян и их союзников. Выжившим 6 тыс. греков Мегабиз милостиво разрешил эвакуироваться на оставшихся у них 40 кораблях в Грецию. Ещё одна небольшая группа греков бежала на родину через Ливию. Зачинщик восстания, Инар, был распят персами на кресте. Практически весь Египет снова стал персидским. Часть восставших египтян под руководством Амиртея продолжила сопротивление в труднопроходимых болотах дельты Нила.
После поражения в Египте и потери значительной части флота под предлогом возросшей угрозы Персии афиняне перенесли казну Афинского морского союза с Делоса в Афины. Фактически, это означало превращение Делосского союза в Афинскую архэ.
Несмотря на крупное поражение, афиняне вскоре изменили ситуацию в свою сторону и нанесли персам ряд поражений. В 449 году до н. э. был заключён Каллиев мир, закончивший Греко-персидские войны.
Самое интересное в «Восстании Инара» то, что собственно этнические египтяне принимали в нём минимальное участие. По сути это было противостояние остатков свергнутой персами ливийской династии фараонов при поддержке отрядов ливийских кочевников и греков-союзников против собственно Ахеменидского государства; видимо, простому населению Египта участие в восстании было мало интересно, так как для них это представлялось дракой между их чужеземными правителями за право управления, а также следует сказать, что древние египтяне в ту эпоху уже окончательно утратили воинственный дух.